# Slawi Trifonow
Stanislaw Todorow Trifonow (auch Stanislav Todorov Trifonov geschrieben, bulgarisch Станислав Тодоров Трифонов; * 18. Oktober 1966 in Plewen, Bulgarien), bekannt als Slawi Trifonow (bzw. Slavi Trifonov, bulgarisch Слави Трифонов) ist ein bulgarischer Politiker sowie Musiker, TV-Moderator und Produzent. Er ist Gründer der Partei Es gibt ein solches Volk. Mit mehreren Nummer-Eins-Alben gilt er auch als einer der erfolgreichsten Musiker Bulgariens.

## Leben
Slawi Trifonow wurde in der Nordbulgarischen Stadt Plewen am 18. Oktober 1966 geboren. Zu dieser Zeit war Plewen eine geschlossene Garnisonstadt. Sein Vater Todor stammt aus Gorna Mitropolija, seine Mutter Zdrawka aus Todorowo. Slawi hat eine Schwester, Petja und wurde selbst nach seinem Großvater Stojo benannt.
Nach der Grundschule wurde Trifonow im Musikalisches Gymnasium in seiner Heimatstadt aufgenommen, welches er mit dem Instrument Viola abschloss. Im Anschluss wurde er am Bulgarischen Staatskonservatorium aufgenommen.
Mit seinen Mitstudenten Petar Kurumbaschew und Ljuben Dilow jr. wird Trifonow nach dem Ende des Kommunismus einer der ersten privaten Produzenten im Bulgarischen Nationalfernsehens (kurz BNT). Als Moderator wurde er in der Folge vor allem durch die Leitung der Shows Ku-Ku (bulgarisch „Ку-ку“), Kanaleto (bulgarisch „Каналето“), Chaschowe (bulgarisch „Хъшове“, dt. Freiheitskämpfer), und Schouto na Slawi (bulgarisch „Шоуто на Слави“, dt. Slawis Show) bekannt.
Slawi Trifonow nahm 1997 gemeinsam mit den Co-Produzenten der Sendung Kanaleto, der Musiker Kamen Wodenitscharow und der Satiriker Ljuben Dilow jr. regierungskritische Position ein und beteiligte sich an den Protesten gegen die Regierung der Ex-Kommunisten von Schan Widenow.
Ein Jahr darauf kam es zum Bruch in der Arbeit mit Wodenitscharow und letztere trennte sich mit dem Team um Kanaleto. Im selben Jahr startete Trifonow die regierungskritische Satiresendung Chaschowe, benannt nach dem gleichnamigen Album, im Ersten Sender des BNTs. Nach nur einer Ausstrahlung mit mehreren Skandalen wurde die Sendung im BNT abgesetzt und in der Folge im Sender 7 dni TV ausgestrahlt. 2000 wechselte das Team zum Sender BTV, wo die Sendung zum letzten Mal ausgestrahlt wurde und ab 27. November 2000 in Slawis Show überging. Im selben Jahr trente sich Ljuben Dilow jr. vom Produzententeam und gründete die systemkritische Bewegung Gergjowden, welche von seinen ehemaligen Kollegen und Trifonow medial unterstützt wurde.
2003 veröffentlichte Trifonow mit der griechischen Sängerin Elena Paparizou der Band Antique die Single Why?. Zwei Jahre später nahm er mit der Roma-Sängerin Sofi Marinowa an der Vorauswahl zum Eurovision Song Contest teil und erreichte hinter der Band Kaffe den zweiten Platz.
2015 wurde Trifonow Vorsitzender und das Produktionsteam von Slawis Show Teil des Initiativkomitees für die Organisation eines Referendums zur Änderung des politischen Systems Bulgariens. Nach einer Überweisung des Präsidenten der Republik Rossen Plewneliew an das Verfassungsgericht und der anschließenden Gerichtsentscheidung wurden drei Fragen zum Referendum zugelassen: Soll die Abgeordnetenwahl für die Narodno Sabranie durch eine Mehrheitswahl mit absoluter Mehrheit in zwei Runden erfolgen; Soll die Teilnahme an Wahlen und Referenden verpflichtend sein und Soll der Zuschuss für die Parteien ein Lew pro erhaltene gültige Stimme von der Teilnahme an den letzten Parlamentswahlen betragen. Die Abstimmung selbst fand am 6. November 2016 statt und scheiterte mit 50,81 Prozent knapp an der 51-Prozent-Hürde. Trifonow sah es dennoch als einen Erfolg an und erhöhte den öffentlichen Druck auf die Regierung Borissow III, die geforderten Reformen umzusetzen. Als sich Bojko Borissow weigerte, die Reformen umzusetzen, entschied sich Trifonow zur Gründung einer Partei.
Mit Es gibt ein solches Volk trat Trifonow bei den Parlamentswahlen 2021 an und wurde überraschend zweitstärkste Kraft.
Kurz vor der Parlamentswahl bot Trifonow musikalische und finanzielle Unterstützung Vasil Garvanliev an, Sänger und Vertreter Nordmazedoniens beim Eurovision Song Contest 2021 der in seinem Heimatland für seine bulgarische Wurzeln und Staatsbürgerschaft öffentlich angefeindet wurde. Dafür wurden Trifonow und die Partei Es gibt ein solches Volk von nordmazedonischen Medien klare anti-mazedonische Positionen bezichtigt.
Bei der Neuwahl des Parlaments im Juli und November des gleichen Jahres trat er selbst nicht an, sehr wohl jedoch seine Partei.
Bei der Parlamentswahl in Bulgarien 2023 wurde Trifonow von den Listen der Es gibt ein solches Volk in Stara Sagora und in Blagoewgrad zum Mitglied des Parlaments gewählt, gab jedoch seinen Sitz nach der Wahl auf.

## Diskografie

### Alben
- 1993: Ръгай чушки в боба, als Mitglied der Ku-Ku-Band
- 1994: Шат на патката главата, als Mitglied der Ku-Ku-Band
- 1994: Рома ТВ, als Mitglied der Ku-Ku-Band
- 1995: Жълта книжка, als Mitglied der Ku-Ku-Band
- 1996: Хъшове, Trifonow mit der Ku-Ku-Band
- 1997: Едно ферари с цвят червен, Trifonow mit der Ku-Ku-Band
- 1998: Франция здравей, Trifonow mit der Ku-Ku-Band
- 1998: Девети трагичен, Trifonow mit der Ku-Ku-Band
- 1998: Вавилон, Trifonow mit der Ku-Ku-Band
- 1999: Няма не искам
- 2000: Часът на бенда
- 2001: Новите варвари
- 2002: Най-доброто
- 2002: Vox populi
- 2004: Прима патриот
- 2005: Четири бири и оркестъра да свири
- 2007: Ние продължаваме
- 2008: No Mercy
- 2010: Македония
- 2012: Един от многото
- 2017: Има такъв народ
- 2018: Песни за българи

### Kompilationen
- 1997: Каналето - Най-доброто, Trifonow mit der Ku-Ku-Band

### Singles (Auswahl)
- 1998: Моя Си (Original: Mustafa Sandal – Araba)
- 2001: Жива Рана (mit der Ku-Ku-Band)
- 2003: Why (mit Elena Paparizou)
- 2007: Само мен (mit Nelly Petkova)
- 2013: Ти Си (mit der Ku-Ku-Band)
- 2013: Пружината (mit der Ku-Ku-Band)
- 2013: По Ръба (mit Lucy)
- 2021: Изкушение (mit der Ku-Ku-Band & ToTo H)